# Charlie Shotwell
Charlie Shotwell (Wisconsin, 17 de julho de 2007) é um ator norte-americano. Ele começou a atuar profissionalmente aos seis anos. Seu primeiro papel notável foi como o jovem Nai Cash no filme de comédia dramática de 2016, Captain Fantastic pelo qual recebeu indicações para os prêmios SAG Awards e Young Artist Awards. Mais tarde, ele protagonizou o filme de terror Eli da Netflix e o terror psicológico John and the Hole, de Pascual Sisto.

## Vida e carreira
Shotwell nasceu em Madison, Wisconsin. Em 2015, Shotwell fez sua estreia como ator no drama de guerra Man Down, no papel do filho de Shia LaBeouf e personagem de Kate Mara; Dito Montiel dirigiu o filme. Ele então estrelou como o membro mais jovem de uma família de filósofos de sobreviventes de esquerda na comédia dramática dirigida por Matt Ross, Captain Fantastic. Em 2017, Shotwell interpretou o jovem Brian Walls no drama de Destin Daniel Cretton, The Glass Castle. Mais tarde, ele apareceu no drama romântico de Tali Shalom Ezer, My Days of Mercy. Logo depois, Shotwell estreou como ator convidado no episódio "Lily's Law" da série de TV Chicago Justice. Shotwell logo ganhou mais reconhecimento como o jovem John Paul Getty III no filme de Ridley Scott de 2017, All the Money in the World. Então, em 2018, ele atuou como um condenado inglês no drama The Nightingale.
Em 2019, Shotwell estrelou o papel-título do filme de terror da Netflix, Eli, dirigido por Ciarán Foy. Também naquele ano, ele interpretou Joseph no filme de comédia da Amazon Studios Troop Zero, sobre escoteiras dos anos 1970. Em 2020, aparece no suspense familiar The Nest, de Sean Durkin. 
Também em 2020, Shotwell aparece no podcast de terror Borrasca da QCode Media, e no episódio piloto de Staged Dad no YouTube. No início de 2021, será lançado no Festival Sundance de Cinema John and the Hole, de Pascual Sisto, onde Shotwell protagonizará interpretando John. E em janeiro de 2022, será lançado o filme de super-herói Morbius, onde ele interpretará o jovem Michael Morbius. Shotwell está definido para aparecer no filme de terror de Max Martini, The Manson Brothers Midnight Zombie Massacre.

## Vida pessoal
Charlie Shotwell tem três irmãos, que também são atores: Jimmy e Henry Shotwell, e uma meia-irmã, Shree Crooks, que é filha de Greg Crooks. Eles trabalharam atuando juntos no episódio piloto de Staged Dad e no curta-metragem Whiskey Pete.

## Filmografia

### Cinema
| Ano  | Título                                       | Papel                     | Nota |
| ---- | -------------------------------------------- | ------------------------- | ---- |
| 2015 | Man Down                                     | Jonathan Drummer          |      |
| 2016 | Captain Fantastic                            | Nai Cash                  |      |
| 2017 | The Glass Castle                             | Jovem Brian Walls         |      |
| 2017 | My Days of Mercy                             | Benjamin                  |      |
| 2017 | All the Money in the World                   | Jovem John Paul Getty III |      |
| 2018 | The Nightingale                              | Eddie                     |      |
| 2019 | Troop Zero                                   | Joseph                    |      |
| 2019 | Eli                                          | Eli                       |      |
| 2020 | The Nest                                     | Benjamin                  |      |
| 2021 | John and the Hole                            | John                      |      |
| 2022 | Morbius                                      | Jovem Michael Morbius     |      |
| 2021 | The Manson Brothers Midnight Zombie Massacre | Hurley                    |      |

### Televisão
| Ano  | Título                     | Papel         | Nota                                           |
| ---- | -------------------------- | ------------- | ---------------------------------------------- |
| 2014 | The United Colors of Amani | Daniel        | 1 episódio                                     |
| 2015 | The Comedians              | Son           | 1 episódio                                     |
| 2016 | Still Single               | Viking Boy    | Telefilme                                      |
| 2016 | Dr. Del                    | Stinger Roper | Telefilme                                      |
| 2017 | Chicago Justice            | Sam Clark     | 1 episodio                                     |
| 2020 | Staged Dad                 | Charlie       | Episódio piloto (também creditado como músico) |

### Web
| Ano  | Título                      | Papel              | Nota                                          |
| ---- | --------------------------- | ------------------ | --------------------------------------------- |
| 2020 | The IMDb Studio at Sundance | Ele mesmo          | 1 episódio                                    |
| 2020 | Borrasca                    | Sam Walker (jovem) | Podcast, 1 episódio                           |
| 2022 | Whiskey Pete                | The Kid            | Curta-metragem (também creditado como músico) |

## Prêmios e indicações
| Ano  | Prêmio                                  | Categoria                                                       | Trabalho          | Resultado |
| ---- | --------------------------------------- | --------------------------------------------------------------- | ----------------- | --------- |
| 2017 | Screen Actors Guild Awards (SAG Awards) | Melhor elenco                                                   | Captain Fantastic | Indicado  |
| 2017 | Young Artist Awards                     | Melhor desempenho em longa-metragem - Suporte a ator secundário | Captain Fantastic | Indicado  |